# Torri in Sabina
Torri in Sabina település Olaszországban, Lazio régióban, Rieti megyében. Lakosainak száma 1211 fő (2023. január 1.). Torri in Sabina Calvi dell'Umbria, Cantalupo in Sabina, Casperia, Montasola, Montebuono, Tarano, Vacone és Selci községekkel határos.

## Népesség
A település lakossága az elmúlt években az alábbi módon változott:
| Lakosok száma | 1258 | 1240 | 1211 |
|               | 2017 | 2018 | 2023 |